# Доросская митрополия
Доросская митрополия Константинопольского патриархата — кратковременная митрополия, объединившая новообращенное христианское население Хазарского каганата (и, возможно, Хорезма). Учреждена на базе Доросской (Готской) епископии, с центром в городе Дорос (совр. Мангуп). Состояла из семи епархий: Хоцирской, Астильской, Хвалской, Оногурской, Ретегской, Гуннской и Таматархской.
Точно известно местоположение трёх епархий. Хоцирская находилась в Крыму, близ города Фулы и реки Карасу (отождествление этих пунктов с конкретными современными городами является предметом дискуссий). Её название связывается с древним именем хазар «акациры». Вторая в списке Астильская епархия размещалась в Итиле — столице Хазарии в устье Волги. Таматархская — в городе Таматарха на Таманском полуострове. Остальные епархии отождествляются с именами народов и названиями гидронимов на территории Хазарии. Оногурская — с областью Оногурия в Приазовье, Гуннская — с населением Прикаспия к северу от Дербента. Ретегская связывается с Тереком и городом Тарку, который, вероятно, идентичен южной столице Хазарии Семендеру. Хвалская епархия занимала какую-то область у Каспийского моря. Многие исследователи помещают её за границами Хазарии в Хорезме.
Митрополия была первой в истории Византии, учрежденной за пределами исторических границ Римской империи (Как позже митрополии Алании и Руси). Размещение её столицы в городе Дорос, возможно, определялось «правом чести».
О существовании митрополии известно по упоминанию в одном из списков византийских епархий. (Парижская рукопись XIV века, шифр 1555А, издана в 1891 К. Де Боором). О времени её учреждения не сообщается. Самая ранняя возможная дата 787 год — самая поздняя кон. IX века. Поскольку в более поздних списках упоминаний о ней нет, митрополия, по-видимому, существовала непродолжительное время. Возможно также, что она являлась только миссионерским проектом. Её учреждение отражало стремление Византии привлечь Хазарию в орбиту своего влияния. Эта попытка закончилась провалом, так как хазарская элита приняла иудаизм и к концу IX столетия византийско-хазарские отношения стали враждебными.